# Anton Donnersberger
Anton Donnersberger, auch Anthony (* 18. April 1790 in Straßnitz, Markgrafschaft Mähren; † 21. Mai 1862 in Cincinnati, Ohio), war ein österreichischer Auswanderer und Pionier des Blumen-, Garten- und Weinbaus in Cincinnati.

## Leben
Anton Donnersberger, Sohn eines gleichnamigen Vaters (1764–1806) und der Elizabeth Donnersberger, geborene Semlmayer, lernte in der Orangerie des Reichsgrafen Franz de Paula von Dietrichstein-Nikolsburg (1731–1813), dem Sohn des Reichsfürsten Karl Maximilian von Dietrichstein, von 1807 bis 1810. Nach der Lehre begab er sich auf Wanderschaft und bildete sich in Kunstgärtnereien in Wien, Bissingen, Biebrich, Düsseldorf und Amsterdam fort.
Aus Amsterdam wurde er im September 1819 vom österreichischen Gesandten am holländischen Hofe nach Hause beordert. Er kam dieser Weisung nicht nach, sondern emigrierte in die Vereinigten Staaten, wohin er von Amsterdam im Januar 1820 mit der Brigg Johanna Catharine nach New Orleans übersetzte. Die Kosten für seine Überfahrt musste er dort vereinbarungsgemäß in einer nahegelegenen Gärtnerei eines Deutschen abarbeiten. Noch vor Ablauf der vereinbarten Arbeitsfrist wurde er von diesem aufgrund guter Arbeitsleistung vom Gärtnereibesitzer freigestellt und bekam von diesem zusammen mit einem Kollegen ein 540 Acre großes Stück Land geschenkt, worauf die beiden eine eigene Nutzgärtnerei errichteten. 1820 starb seine erste Frau, Catherine Solar (1800–1820).
Ab 1822 reiste er mehrfach über den Mississippi nach Cincinnati, um Orangen zu verkaufen und Weißkohl sowie andere Produkte aus dieser Region einzukaufen. Auf einer dieser Reisen lernte er den 1815 aus Forchheim emigrierten Gärtnereibesitzer Johann Zoller (1769–1848) kennen, dessen Tochter Maria Eva (1799–1862) er 1824 heiratete. Mit ihr zusammen kehrte er nach New Orleans zurück. Kurz darauf wurde sein Partner von einem Sklaven umgebracht, worauf das junge Paar beschloss, New Orleans zu verlassen und sich in Cincinnati niederzulassen. Dort war er als Gärtner mehrere Jahre bei Nicholas Longworth angestellt. Über Donnersbergers Kontakte ließ Longworth verschiedenste Pflanzensamen bis aus Österreich und Deutschland importieren, unter anderem für seinen eigenen Kunstgarten. Neben einem Verdienst in Höhe von 600 USD hatte er bei Longworth freie Logis und erhielt die Hälfte vom Verkauf der Erzeugnisse. Dem Cincinnati Directory für das Jahr 1829 ist zu entnehmen, dass er Mitglied des Stadtkongresses war.
Ermutigt durch seine Frau gründete Donnersberger um 1838 eine eigene Gärtnerei. Longworth verkaufte ihm hierzu drei Acre Land und vermietete ihm günstig weiteres Land im Westteil von Cincinnati. Durch seine Arbeit, in der er durch seine Frau unterstützt wurde, trug er seiner Zeit nennenswert zur Gestaltung der Stadt bei. Damals trug eine angrenzende Straße den Namen Donnersberger Street. Die Straße wurde nach dem Ersten Weltkrieg umbenannt. Als wohlhabender Bürger engagierte er sich auch gemeinnützig in der Stadt.
Als das West End nach und nach mehr besiedelt wurde, verkaufte er im September 1854 einen Teil seines Landbesitzes an die Schulverwaltung der Stadt. Im Januar 1858 schenkte er der Stadt ein weiteres Stück Land. Im Februar 1860 verkaufte er ein weiteres Stück Land an der Budd Street zur Errichtung einer Kirche und schenkte der neu gegründeten Kirchengemeinde 1.500 USD und für ein Jahr die Zinsen für des Ankaufskapitals, die sich ihm zu Ehren daraufhin dann St. Antonius-Gemeinde (früher St. Antonius-Kirche) nannte. Den Turm der St. Antoniuskirche in der Budd Street errichtete 1867 Johann Bast.
Anton Donnersberger starb gute vier Monate nach seiner Frau. Der Trauergottesdienst fand in der St. Antonius-Kirche statt.
Das Familiengrab der beiden befindet sich auf dem Saint Joseph Cemetery in Cincinnati. Das Paar hatte vier Töchter und zwei Söhne. Sein Sohn Joseph (1843–1929) war ein bekannter Politiker der Democrats in Illinois. Seine Tochter Rosalie war mit dem aus Osnabrück stammenden Publizisten Joseph Fredewest (1817–1875) verheiratet.